# Umar Mavlichanov
Umar Mavlichanov (24. září 1937 – 14. července 1999 Moskva, Rusko) byl sovětský a ruský sportovní šermíř tatarského původu, který se specializoval na šerm šavlí.
Sovětský svaz reprezentoval v padesátých a šedesátých letech. Zastupoval moskevskou šermířskou školu, která spadala pod Ruskou SFSR. Na olympijských hrách startoval v roce 1960, 1964 a 1968 v soutěži jednotlivců a družstev. V soutěži jednotlivců získal na olympijských hrách 1964 bronzovou olympijskou medaili. Se sovětským družstvem šavlistů vybojoval v roce 1964 a 1968 dvě zlaté olympijské medaile a s družstvem vybojoval tři tituly mistra světa v roce 1965, 1967 a 1969.